# 2012年ロンドンオリンピックのアフガニスタン選手団
2012年ロンドンオリンピックのアフガニスタン選手団（2012ねんロンドンオリンピックのアフガニスタンせんしゅだん）は、2012年7月27日から8月12日にかけてイギリスの首都ロンドンで開催された2012年ロンドンオリンピックのアフガニスタン選手団、およびその競技結果。

## 概要
今大会は銅メダル1個を獲得した。

## 選手団
- 人員: 選手 6人
- 開会式旗手: ネザルアハメド・バハウィ

## メダル
| メダル | 選手名           | 競技       | 種目       | 日付（現地） |
| ------ | ---------------- | ---------- | ---------- | ------------ |
| 銅     | ロフラ・ニクパイ | テコンドー | 男子68kg級 | 8月9日       |

## 種目別選手・スタッフ名簿及び成績

### 陸上競技
- Massoud Azizi（男子100m）11秒19 予備予選敗退
- Tahmina Kohistani（女子100m）14秒42 予備予選敗退

### ボクシング
- Ajmal Faisal（男子フライ級）第1回戦敗退

### 柔道
- Ajmal Faizzada（男子66kg級）第1回戦敗退

### テコンドー
- ロフラ・ニクパイ（男子68kg級）銅メダル
- ネザルアハメド・バハウィ（男子80kg級）3位決定戦敗退